# Aglaophenia bilobidentata
Aglaophenia bilobidentata is een hydroïdpoliep uit de familie Aglaopheniidae. De poliep komt uit het geslacht Aglaophenia. Aglaophenia bilobidentata werd in 1908 voor het eerst wetenschappelijk beschreven door Stechow. 